# Кунзанг Чоден Намгьел
Кунзанг Чоден Намгьел (англ. Kunzang C. Namgyel; род. 1958) — бутанский политик, дипломат, первая женщина в Бутане, назначенная на пост посла. Также с января 2014 года по август 2017 года — постоянный представитель страны при ООН.

## Биография
Кунзанг Чоден Намгьел получила образование в области искусств в колледже Леди Кин, который относится к северо-восточному университету Хилла, в индийском городе Шиллонг. В марте 1980 года Намгьел поступила на службу в Министерство иностранных дел.
3 января 2014 года стала первой женщиной-представителем дипломатической службы Бутана, Намгьел была назначена на должность посла при Организации Объединённых Наций королевским указом. В ноябре 2014 года Намгьел возглавила бутанскую делегацию на второй конференции ООН в Вене по развивающимся странам, не имеющим выхода к морю. В своём выступлении она подчеркнула проблемы, с которыми сталкивается Бутан как страна, не имеющая выхода к морю.
22 апреля 2016 года, в период пребывания Намгъел на посту посла, Бутан подписал Парижское соглашение об изменении климата. В своём заявлении Намгъел отметила, что Бутан уязвим перед климатическими изменениями, и это соглашение является коллективной борьбой за защиту климата. Она также призвала остальные 174 страны, которые подписали соглашение, поддержать Бутан в этой борьбе. Кунзанг Чоден Намгьел занимала должность посла до августа 2017 года. Затем она получила должность начальника протокольного отдела в Министерстве иностранных дел Бутана.
Намгъел замужем, имеет четверых детей.